# Hebrus birmensis
Hebrus birmensis – gatunek nawodnych pluskwiaków różnoskrzydłych z rodziny błotnicowatych.
Gatunek ten został opisany w 2011 roku przez Herberta Zettela na podstawie pojedynczego, długoskrzydłego samca, odłowionego w 2003 roku w strumieniu Wakya w Parku Narodowym Alaungdaw Kathapa.
Pluskwiak o ciele długości 2,32 mm, ubarwionym głównie czarno. Głowa na wierzchołku brązowa, pod spodem żółtawa. Ona, przedplecze, tarczka i wyniosłość zaplecza pokryte drobnymi, szarawymi lub niebieskawymi łuskami i długimi, brązowymi, sterczącymi szczecinkami. Przykrywka jest pokryta omszeniem barwy jasnożółtawej do złotej, a na jej żyłkach sterczą długie, brązowe szczecinki, skierowane grzbietowo-ogonowo. Pierwszy człon czułków i odnóża żółte. Narządy rozrodcze samca o bardzo małym pygoforze i proktigerze, ten pierwszy prawie jajowaty, drugi zaś z tyłu prawie okrągły. Paramery są zredukowane, jasne i zakrzywione.
Owad znany wyłącznie z lokalizacji typowej w birmańskiej prowincji Sikong.